# Plectorhinchus umbrinus
Plectorhinchus umbrinus är en fiskart som först beskrevs av Klunzinger, 1870.  Plectorhinchus umbrinus ingår i släktet Plectorhinchus och familjen Haemulidae. Inga underarter finns listade i Catalogue of Life.